# Генггарт
Генггарт (нім. Henggart) — громада  в Швейцарії в кантоні Цюрих, округ Андельфінген.

## Географія
Громада розташована на відстані близько 120 км на північний схід від Берна, 24 км на північний схід від Цюриха.
Генггарт має площу 3 км², з яких на 23% дозволяється будівництво (житлове та будівництво доріг), 56,3% використовуються в сільськогосподарських цілях, 19,7% зайнято лісами, 1% не є продуктивними (річки, льодовики або гори).

## Демографія
2019 року в громаді мешкало 2234 особи (+0,9% порівняно з 2010 роком), іноземців було 9%. Густота населення становила 737 осіб/км².
За віковим діапазоном населення розподілялося таким чином: 22,5% — особи молодші 20 років, 56,8% — особи у віці 20—64 років, 20,7% — особи у віці 65 років та старші. Було 903 помешкань (у середньому 2,5 особи в помешканні).
Із загальної кількості 631 працюючого 33 було зайнятих в первинному секторі, 326 — в обробній промисловості, 272 — в галузі послуг.